# Lygistorrhina chaoi
Lygistorrhina chaoi är en tvåvingeart som beskrevs av Papp 2002. Lygistorrhina chaoi ingår i släktet Lygistorrhina och familjen Lygistorrhinidae.
Artens utbredningsområde är Taiwan. Inga underarter finns listade i Catalogue of Life.